# Dead (německá hudební skupina)
Dead (v překladu z angličtiny znamená mrtvý) je německá grindcore/death metalová kapela z Norimberku založená roku 1990. Společně s Gut patří mezi první německé pornogrindové hudební skupiny.
Debutové studiové album s názvem You'll Never Know Pleasure - Until You've Tasted Pain vyšlo v roce 1995 pod hlavičkou německého undergroundového vydavatelství Poserslaughter Records.

## Členové kapely
Současní (k roku 2017)
- Ali – bicí, vokály
- Dany Ringer – kytara, vokály
- Volker – baskytara

Dřívější
- Uwe Stolze – baskytara
- Peter "Ripper" Krügel – bicí
- Christoph – bicí

## Diskografie
Dema
- Far Beyond Your Imagination (1991)
- Dead (1994)

Studiová alba
- You'll Never Know Pleasure - Until You've Tasted Pain (1995)
- V.I.P. (1998)
- Whorehouse of the Freaks (2006)
- In the Bondage of Vice (2009)
- For Lovers of the New Bizarre (2011)
- Hardnaked but... Dead! (2011)
- A Dirty Mind Is a Joy Forever (2017)

EP
- Defeat Remains (1991)
- Slaves to Abysmal Perversity (1993)
- Wanted for Kinky Sessions (1994)
- Saturdaynight Grind Fever 2001 (2004) – live EP

Kompilace
- Les stars du rock porno (2004)
- Poserslaughter Classics Remasters (2005)

Singly
- Orgasm Through Sleazy Vibes (1999)

Split nahrávky
- Dead / Regurgitate – split CD s Regurgitate (1994)
- Dead / Enter the Painroom – split 7" vinyl s Gut (1995)
- Sewer in My Mind! / Dead – split 7" vinyl s Meat Shits (1995)
- Tokyo LiveAxxxtion 2004 / Grind Workshop – split 7" vinyl s Butcher ABC (2007)
- Chainsaw Necrotomy / Dead – split CD s Haemorrhage (2008)
- Plastic Whores 2011 / The Assimilation of an Inhuman Beast – split 7" vinyl s Embalming Theatre (2012)
- Depression / Dead / Kadaverficker / Diaroe  – 4-way split CD s  Depression, Kadaverficker a Diaroe (2015)
- Missile to Uranus / Blodhøst – split 7" vinyl s Undergang (2020)